# Ignaz Semmelweis
Ignaz Philipp Semmelweis (rojen Semmelweis Ignác Fülöp), madžarski zdravnik nemškega rodu, * 1. julij 1818, Tabán, Budim, Ogrska, † 13. avgust 1865, Dunaj, Avstrijsko cesarstvo.
Znan je kot pionir antiseptičnih metod v porodništvu, s katerimi mu je uspelo drastično zmanjšati incidenco obporodnih okužb in s tem smrtnost porodnic v klinikah, dve desetletji preden je Louis Pasteur objavil svojo teorijo o mikroorganizmih, ki povzročajo okužbe. Kljub uspehu je naletel na ostro nasprotovanje zdravniških kolegov, saj so njegova dognanja nasprotovala tedaj uveljavljenemu prepričanju o naravi nalezljivih bolezni in jih ni mogel prepričljivo znanstveno utemeljiti. Zaradi napadov na njegovo teorijo je zapadel v depresijo in se začel neuravnovešeno vesti, zaradi česar so ga zaprli v psihiatrično ustanovo. Umrl je dva tedna kasneje zaradi sepse, verjetno kot posledica grobega ravnanja paznikov.
Praksa umivanja rok z antiseptikom, ki jo je predlagal (sam je uporabljal raztopino kalcijevega hipoklorita), se je uveljavila šele po njegovi smrti. Sčasoma je bil na račun svojih odkritij prepozan kot »rešitelj mater« in prednik bakteriologije - vede o bakterijah.